# 皮利什切夫
皮利什切夫，是匈牙利科马罗姆-埃斯泰尔戈姆州所辖的一个村。总面积24.90平方公里，总人口2371，人口密度95.2人/平方公里（2011年1月1日）。